# Mount Hood Village
Mount Hood Village ist ein Ort und ein Census-designated place (CDP) im Mount Hood Corridor im Clackamas County, Oregon, USA.
Bei der Volkszählung von 2010 wurden 4864 Einwohner gezählt. The Villages at Mount Hood ist der Name der Regierung mehrerer Gemeinden, die vom CDP umfasst sind.

## Lage
Der CDP umfasst die Orte Brightwood, Wemme, Welches, Zigzag und Rhododendron. Der größte Teil des Gebiets liegt unmittelbar nördlich oder südlich des U.S. Highway 26.

## Geografie
Nach Angaben des United States Census Bureau hat das CDP eine Gesamtfläche von 67,7 km2.
Es liegt am Berg Mount Hood in der Kaskadenkette.

## Orte
Das CDP besteht aus folgenden Orten:
- Brightwood
- Welches
- Wemme
- Zigzag
- Rhododendron

## Demografie
Nach der Volkszählung 2000 war das mittlere Haushaltseinkommen in der Stadt $ 51.031 und das mittlere Familieneinkommen $ 59.458. Männer hatten ein durchschnittliches Einkommen von 42.961 US-Dollar im Vergleich zu 28.372 US-Dollar für Frauen. Das Pro-Kopf-Einkommen der Stadt betrug $ 24.604. Etwa 3,9 % der Bevölkerung lebten unterhalb der Armutsgrenze.
2010 wurden 4.864 Einwohner gezählt.

## Regierung
The Villages at Mount Hood ist die Quasi-Regierung der nicht rechtsfähigen Gemeinden des Mount Hood Corridors und umfasst Brightwood, Welches, Wemme, Zigzag und Rhododendron. Die Einwohner stimmten der Gründung im Mai 2006 zu.
The Villages at Mount Hood war das erste gegründete Dorf im Rahmen der "Complete Communities"-Verordnung des Clackamas County, die es nicht rechtsfähigen Gemeinden ermöglicht, Regierungen zu bilden, die ihnen eine direktere Kontrolle über die sie betreffenden Angelegenheiten und Aktivitäten ermöglicht.
Laut der offiziellen Website des Dorfes haben sich die Gemeinden zu dem Dorf zusammengeschlossen, weil das Verkehrsministerium von Oregon verlangte, dass die Städte eine "Regierungsbehörde" gründen, um weiterhin Zuschüsse für das wachsende Bussystem Mount Hood Express zu erhalten.